# Guerrer de Capestrano
El Guerrer de Capestrano és una estàtua de pedra calcària de grandària major al natural, d'un guerrer picé, datada del voltant del s. VI aC. L'estàtua fa 2,09 m. La descobrí accidentalment al 1934 un jornaler que llaurava el camp prop de la ciutat italiana de Capestrano, juntament amb una estàtua femenina amb abillament civil, denominada Dama de Capestrano.

## Descripció
L'estàtua del guerrer encara conserva rastres de pintura, i representa un guerrer que duu un barret d'ala rodona, i una armadura de tipus kardiophylax protegint-se el pit i l'esquena, un cinyell ample, collaret i braçalets. A més, porta una espasa curta, ganivet, destral, i un dispositiu defensiu conegut pels grecs com a mitra (una mena de davantal curt).
Una inscripció en llengua picena meridional inscrita al pilar que és a la dreta del guerrer diu: "Makupri koram opsút aninis rakinevíi pompa[úne]í" ("Aninis feu que aquesta estàtua fos més excel·lent que Rakinewis, la Pomp[oniana]").
La recerca subsegüent al descobriment de l'estàtua revelà que el vinyer on l'estàtua es trobà estava situat damunt d'un cementeri de l'edat del ferro.